# Casa a la plaça d'Ocata, 9-10 (el Masnou)
La casa de la plaça d'Ocata és un edifici del municipi del Masnou (Maresme) protegit com a bé cultural d'interès local.

## Descripció
Casa entre mitgeres de planta rectangular que consta de planta baixa, dos pisos i un terrat amb una coberta plana practicable. La façana de llevant comparteix mitgera amb la casa del costat, la façana de ponent dona a la plaça d'Ocata; la façana nord dona al carrer de Jaume I i la façana de migdia dona al carrer dels Mestres Villà, que està a una cota inferior i que adapta la diferència amb un pis. És interessant per la manera d'adaptar-se a la diferència de nivells entre els dos carrers.
Les façanes segueixen una mateixa composició al llarg de tot el conjunt, amb un seguit d'obertures de proporcions quadrades i dimensions similars protegides per persianes de llibret de fusta. Estan coronades amb balustrades d'obra.
El parament és un estucat llis, excepte als angles, damunt les llindes i en dues franges horitzontals que tenen un esgrafiat d'ornaments geomètrics i florals.
En l'actualitat al mateix edifici, hi ha dos habitatges. Adossat a la part esquerra, hi ha un altre edifici amb estucats o esgrafiats de característiques similars. L'ornamentació d'aquest edifici és en forma de garlandes.